# 1re division de défense aérienne (Russie)
Pour les articles homonymes, voir 1re division.
La 1re division de défense aérienne (en russe : 1-я дивизия ПВО) est une grande unité des forces aérospatiales russes (n° d'unité 06351).

## Historique
Son histoire remonte à la création du corps de défense aérienne du Nord des forces de défense aérienne soviétiques le 1er février 1957, avant de rejoindre l'armée de l'air russe en juillet 1958. Son quartier général est situé à Severomorsk et fait partie de la 10e armée de défense aérienne (en) de 1960 à 1994. L'unité est reformée sous le nom de Corps de défense aérienne du Nord en 1957 et reçoit la numérotation « 21e » trois ans plus tard. Elle est transformée en brigade en 2009,, puis en division en 2014, au cours duquel elle rejoint le Commandement stratégique conjoint de l'Arctique. La division devient une unité composante de la flotte du Nord début 2017.

## Composition
En 1988, le corps comprend:
- 223e centre de communication (Severomorsk, oblast de Mourmansk)
- 174e régiment d'aviation de chasse de la Garde (Montchegorsk, oblast de Mourmansk)
- 431e régiment d'aviation de chasse (Afrikanda, oblast de Mourmansk)
- 941e régiment d'aviation de chasse (Kilpiavr, oblast de Mourmansk)
- 39e brigade de missiles antiaériens (Olenegorsk, oblast de Mourmansk)
- 42e brigade de missiles antiaériens (Poliarny, oblast de Mourmansk)
- 116e brigade de missiles antiaériens de la Garde (Bolchoïe Ozerko, oblast de Mourmansk)
- 224e brigade de missiles antiaériens (Gremikha, oblast de Mourmansk)
- 864e régiment de missiles antiaériens (Mourmansk, oblast de Mourmansk)
- 5e brigade radio-technique (Severomorsk, oblast de Mourmansk)
- 502e bataillon indépendant de guerre électronique (Kildinstroï, oblast de Mourmansk)